# Alfred Ferdinand Baldamus
Alfred Ferdinand Baldamus (* 14. November 1820 in Magdeburg; † 24. Juli 1886 auf dem Ziegenberg bei Ballenstedt) war ein deutscher Gutsbesitzer und nationalliberaler Reichstagsabgeordneter.
Nach dem Besuch des Gymnasiums in Magdeburg studierte er von 1839 bis 1842 in Berlin und Gießen. Er promovierte zum Dr. phil.
Baldamus war danach Gutsbesitzer in Gerlebogk und Zuckerfabrikant. Er erhielt den Ehrentitel eines Geheimen Kommerzienrates.
Zwischen 1867 und 1871 war er Mitglied des Norddeutschen Reichstages und von 1871 bis 1873 des Deutschen Reichstages für den Reichstagswahlkreis Herzogtum Anhalt 2 (Bernburg-Ballenstedt). Er war Mitglied der Nationalliberalen Partei.